# Pristomyrmex umbripennis
Pristomyrmex umbripennis es una especie de hormiga del género Pristomyrmex, tribu Crematogastrini, familia Formicidae. Fue descrita científicamente por Smith en 1863.
Se distribuye por Indonesia y Papúa Nueva Guinea. Se ha encontrado a elevaciones de hasta 914 metros. Habita en selvas tropicales.